# Cơ quan quản lý thể thao
Cơ quan quản lý thể thao là một tổ chức thể thao có chức năng điều chỉnh quy định hoặc xử phạt các hành vi vi phạm trong các giải thi đấu thể thao mà nó quản lý. Các cơ quan quản lý thể thao có nhiều hình thức khác nhau và có nhiều quyền hạn điều chỉnh. Ví dụ về điều này có thể bao gồm việc thi hành kỷ luật đối với các vụ vi phạm quy tắc và đưa ra các quyết định thay đổi quy tắc trong môn thể thao mà họ quản lý. Cơ quan chủ quản có phạm vi khác nhau. Họ có thể chịu trách nhiệm cho một loạt các môn thể thao ở cấp độ quốc tế, chẳng hạn như Ủy ban Olympic Quốc tế và Ủy ban Paralympic Quốc tế, hoặc chỉ một môn thể thao duy nhất ở cấp quốc gia, chẳng hạn như một Liên đoàn Rugby. Các cơ quan cấp độ quốc gia phần lớn sẽ phải liên kết với các cơ quan quốc tế cấp cao hơn trong cùng một môn thể thao. Các liên đoàn quốc tế đầu tiên được thành lập vào cuối thế kỷ 19.
Liên đoàn quốc gia có cùng mục tiêu giống như liên đoàn quốc tế nhưng phạm vi hoạt động chỉ là trong một quốc gia, hoặc thậm chí là một phần của một quốc gia, theo tên gọi của nó. Họ hỗ trợ cho các câu lạc bộ địa phương và thường chịu trách nhiệm cho các đội tuyển thể thao quốc gia. Ủy ban Olympic Quốc gia và Ủy ban Paralympic Quốc gia đều là một loại Liên đoàn quốc gia, vì họ chịu trách nhiệm cho một quốc gia tham gia vào Thế vận hội Olympic và Paralympic tương ứng. Tuy nhiên, một cơ quan quản lý quốc gia (NGB) có thể khác với một liên đoàn quốc gia do các yêu cầu và công nhận từ chính phủ. Ngoài ra, NGB có thể là một tổ chức siêu đại diện cho một loạt các tổ chức không liên quan hoạt động trong một môn thể thao cụ thể như trong ví dụ của Liên đoàn các Câu lạc bộ Sub-Aqua Bắc Ireland.
Các nhà tổ chức sự kiện đa thể thao chịu trách nhiệm tổ chức một sự kiện bao gồm nhiều hơn một môn thể thao. Ví dụ nổi tiếng nhất là Ủy ban Olympic quốc tế (IOC), là cơ quan tổ chức Thế vận hội Olympic hiện đại. Các tổ chức thể thao nói chung chịu trách nhiệm về các chủ đề liên quan đến thể thao, thường là cho một nhóm nhất định, chẳng hạn như các nhóm thể thao Công giáo hoặc Do Thái. Các tổ chức thể thao nói chung cũng có thể tồn tại dành riêng cho quân đội và các nhóm khác, nhưng họ thường có quy mô trung bình, vì họ không có nhiều ngân sách để làm việc.